# Єлтайський сільський округ (Індерський район)
Єлта́йський сільський округ (каз. Елтай ауылдық округі, рос. Елтайский сельский округ) — адміністративна одиниця у складі Індерського району Атирауської області Казахстану. Адміністративний центр — село Єлтай.
Населення — 3186 осіб (2021; 3269 у 2009, 3171 у 1999, 3093 у 1989).
Станом на 1989 рік існувала Гірська сільська рада (села Гори, Єльтай, Карой, Костан).

## Склад
До складу округу входять такі населені пункти:
| Населений пункт | Колишні назви | Населення, осіб (1989) | Населення, осіб (1999) | Населення, осіб (2009) | Населення, осіб (2021) |
| --------------- | ------------- | ---------------------- | ---------------------- | ---------------------- | ---------------------- |
| Карой, село     | -             | 349                    | -                      | -                      | -                      |
| Костан, село    | -             | 217                    | -                      | -                      | -                      |
| Аккала, село    | Гори          | 679                    | 733                    | 825                    | 861                    |
| Єлтай, село     | Єльтай        | 1848                   | 2438                   | 2444                   | 2325                   |